# Акусилай
Акусилай (грец. Ακουσίλαος) — давньогрецький логограф, жив у 5 столітті до н. е., походив із Аргоса. Іноді відноситься до семи давньогрецьких мудреців.

## Життєпис
Доріець за походженням, писав по-іонійськи. Автор «Генеалогій» в 3 книжках. Цей твір є прозовою обробкою міфів та генеалогій Гесіода. Гесіодів набір міфів Акусилай доповнив арголійскіми міфами.
Він вводить в систему основних принципів Гесіода нове поняття — Метис, або Нус (розум).
Використовував архаїчну хронологію, типову для іонійских логографів.